# 陕西陈家山矿难
陕西陈家山矿难是2004年11月28日，位于陕西省铜川市的铜川矿务局陈家山煤矿发生的特大瓦斯爆炸事故，官方数据称造成166人死亡。